# 스탠리 앤더슨

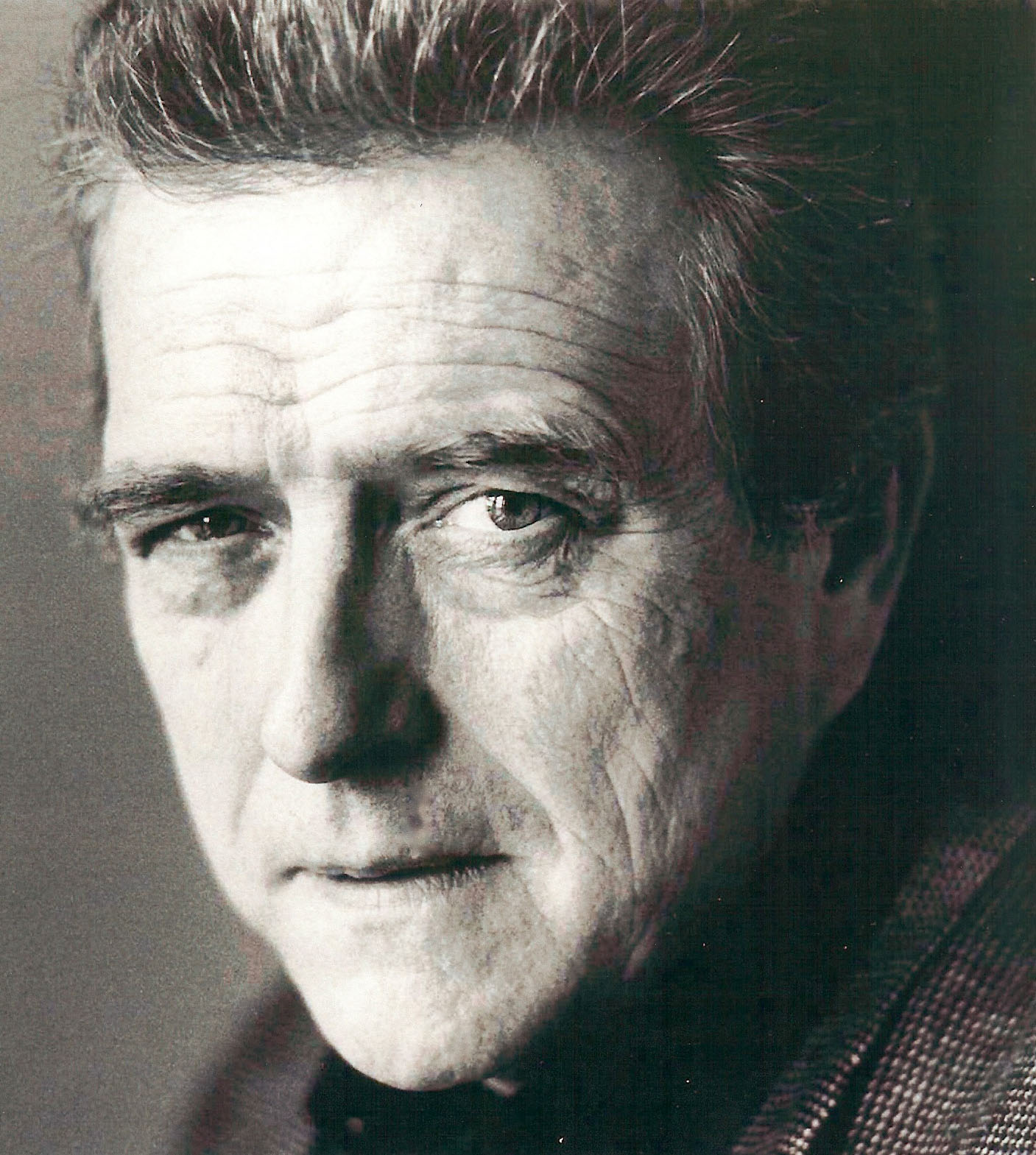

스탠리 앤더슨(Stanley Anderson, 1939년 10월 23일 ~ 2018년 6월 24일)은 미국의 배우이다.
빌링스에서 태어났으며 샌타로자에서 사망하였다.

## 출연 작품
- 라스트 샷 (2004년)
- 런어웨이 (2003년)
- 금발이 너무해 2 (2003년)
- 시몬 (2002년) - 프랭크 브랜드 역
- 레드 드래곤 (2002년)
- 40 데이즈 40 나이트 (2002년)
- 스파이더맨 (2002년) - 슬로컴 장군 역
- 키드 (2000년)
- 프루프 오브 라이프 (2000년) - 제리 역
- 웨이킹 더 데드 (1999년)
- 함정 (1999년) - 닥터 아처 스코비 역
- 레이크 (1998년)
- 아마겟돈 (1998년) - 대통령 역
- 플레이어(영어판) (1997년)
- 샤도우 프로그램 (1997년)
- 시티 홀 (1996년)
- 더 록 (1996년)
- 프라이멀 피어 (1996년)
- 캐나다 베이컨 (1994년)
- 지금 남편이 나를 때려요 (1993, Dead Before Dawn)
- 펠리칸 브리프 (1993년)
- 로보캅 3 (1993년)
- 할아버지의 비밀 (1992년)
- 사랑할 수 밖에 없는 그대 (1991년)
- 행복했던 여자 (1991년)

### 텔레비전
- 풍운아 카스터 (1991, Son of the Morning Star)
- L.A. 로 (1991, 1993)
- 로앤오더 (1991, 2003)
- The Drew Carey Show (1995-2004)